# Смирнов, Владимир Викторович
Влади́мир Ви́кторович Смирно́в (20 мая 1954, Рубежное, Ворошиловградская область — 28 июля 1982, Рим) — советский рапирист, чемпион и призёр Олимпийских игр и чемпионатов мира. Заслуженный мастер спорта СССР (1980).

## Биография
Владимир Смирнов был одним из лучших фехтовальщиков мира конца 1970-х — начала 1980-х. Его специальностью была рапира, но он участвовал и в соревнованиях шпажистов.
С 10 лет начал заниматься спортом в городе Рубежное, позже — в киевском СКА (тренер — В. Х. Быков). В 1977—1979 становился чемпионом СССР, в 1979 году стал первым на Спартакиаде народов СССР.
На международной арене в 1978 году стал бронзовым призёром на чемпионате мира в первенстве команд, а в 1979 и 1981 в командном первенстве занимал первые места. В 1980 году на чемпионате мира по фехтованию стал первым в личном первенстве среди рапиристов.
На Олимпиаде в Москве завоевал три медали: золотую в личном первенстве на рапирах, серебряную в командном первенстве рапиристов и бронзовую в командном первенстве по фехтованию на шпагах. Победа Смирнова в турнире рапиристов стала лишь второй в истории советского фехтования — на Олимпиаде-1960 победу в этой дисциплине одержал Виктор Жданович. После 1980 года никому из отечественных рапиристов не удавалось побеждать на Олимпийских играх в личном первенстве.
Также становился обладателем Кубка мира 1980 и 1981 годов.
20 июля 1982 года на чемпионате мира по фехтованию в поединке с Маттиасом Бером из ФРГ у соперника сломалась рапира, обломок которой пробил маску Смирнова и через глаз нанёс травму мозга. 8 дней пробыв в искусственной коме, Владимир Смирнов скончался в больнице. Похоронен на Лукьяновском военном кладбище в Киеве (Украина).
Этот случай повлёк за собой изменение экипировки спортсменов в целях повышения безопасности. Также изменились и требования к прогибу клинка или нагрузки на кончик рапиры или шпаги.

## Память
- В Луганске ежегодно проводится Всеукраинский турнир памяти Владимира Смирнова[5].
- В городе Рубежное Луганской области улица Школьная 16 сентября 1988 года решением горсовета была переименована в улицу Смирнова, и на этой улице был установлен памятник Владимиру Смирнову[6].